# Primeira Divisão 1976/1977
Primeira Divisão 1976/77 byla nejvyšší portugalskou fotbalovou soutěží v sezoně 1976/77. Vítězem se stal a do Poháru mistrů evropských zemí 1977/78 se kvalifikoval tým Benfica Lisabon, Pohár UEFA 1977/78 hrály týmy Sporting Lisabon a Boavista FC. Účast v Poháru vítězů pohárů 1977/78 si zajistil vítěz portugalského poháru FC Porto.
Ligy se zúčastnilo celkem 16 celků, soutěž se hrála způsobem každý s každým doma-venku (celkem tedy 30 kol) systémem podzim-jaro. Sestoupily poslední 4 týmy.

## Tabulka
| Poř. | Tým                  | Z  | V  | R  | P  | VG | OG | B  |
| ---- | -------------------- | -- | -- | -- | -- | -- | -- | -- |
| 1.   | Benfica Lisabon      | 30 | 23 | 5  | 2  | 67 | 24 | 51 |
| 2.   | Sporting Lisabon     | 30 | 17 | 8  | 5  | 59 | 26 | 42 |
| 3.   | FC Porto             | 30 | 18 | 5  | 7  | 72 | 27 | 41 |
| 4.   | Boavista FC          | 30 | 13 | 8  | 9  | 41 | 33 | 34 |
| 5.   | Académica de Coimbra | 30 | 14 | 6  | 10 | 29 | 25 | 34 |
| 6.   | Vitória Setúbal      | 30 | 13 | 6  | 11 | 47 | 46 | 32 |
| 7.   | Varzim SC (N)        | 30 | 10 | 11 | 9  | 36 | 36 | 31 |
| 8.   | SC Braga             | 30 | 10 | 9  | 11 | 36 | 36 | 29 |
| 9.   | Vitória Guimaraes    | 30 | 10 | 6  | 14 | 39 | 38 | 26 |
| 10.  | CF Os Belenenses     | 30 | 7  | 12 | 11 | 29 | 40 | 26 |
| 11.  | GD Estoril Praia     | 30 | 6  | 13 | 11 | 26 | 36 | 25 |
| 12.  | Portimonense SC (N)  | 30 | 8  | 9  | 13 | 34 | 46 | 25 |
| 13.  | SC Beira-Mar         | 30 | 7  | 9  | 14 | 33 | 47 | 23 |
| 14.  | CS Montijo (N)       | 30 | 7  | 9  | 14 | 30 | 47 | 23 |
| 15.  | Leixões SC           | 30 | 4  | 15 | 11 | 15 | 31 | 23 |
| 16.  | Atlético CP          | 30 | 3  | 9  | 18 | 23 | 68 | 15 |

|  | Pohár mistrů evropských zemí 1977/78 |
|  | Pohár vítězů pohárů 1977/78          |
|  | Pohár UEFA 1978/78                   |
|  | Sestup do Segunda Divisão            |
|  | (N) - nováček                        |

## Nejlepší střelci
| P.  | Nár         | Hráč               | Tým                  | Branky |
| --- | ----------- | ------------------ | -------------------- | ------ |
| 1.  | Portugalsko | Fernando Gomes     | FC Porto             | 26     |
| 2.  | Portugalsko | Nené               | Benfica Lisabon      | 22     |
| 3.  | Portugalsko | Manuel Fernandes   | Sporting Lisabon     | 21     |
| 4.  | Brazílie    | Mirobaldo          | Vitória Setúbal      | 15     |
| 5.  | Mali        | Salif Keïta Traoré | Sporting Lisabon     | 14     |
| 5.  | Portugalsko | Celso Pita         | Boavista FC          | 14     |
| 7.  | Portugalsko | Horácio de Faria   | Varzim SC            | 13     |
| 7.  | Portugalsko | Joaquim Rocha      | Académica de Coimbra | 13     |
| 7.  | Portugalsko | Tito               | Vitória Guimaraes    | 13     |
| 10. | Portugalsko | Jacinto João       | Vitória Setúbal      | 12     |
| 10. | Portugalsko | Chico Bolota       | CS Montijo           | 12     |